# Анатанас Валіоніс
Анатанас Валіоніс (21 вересня 1950, Забєлішкіс, Кедайняйський район) — литовський дипломат, політик і політолог, міністр закордонних справ Литви у 2000—2006 роках.

## Життєпис
У 1974 році закінчив механічний факультет Каунаського політехнічного інституту за спеціальністю машинобудування. У 1990—1994 рр. був студентом докторантури на факультеті журналістики та політології Варшавського університету. У 1994 р. здобув науковий ступінь доктора гуманітарних наук у галузі політології на основі дисертації під назвою «Трансформація політичної системи Литви у 1988—1993 роках».
У 1974—1976 роках працював майстром у компресорному відділенні Каунського м'ясокомбінату. У 1976—1980 роках був начальником компресорного відділу м'ясокомбінату в Таураге.
З 1980 року був штатним працівником Комуністичної партії Литви. У 1980—1985 роках працював інспектором департаменту промисловості та транспорту райкому Комітету КП в м. Таураге, а з 1985 по 1990 рр. — інспектором департаменту сільського господарства та продовольчої промисловості ЦК Компартії Литви. У 1990 році був начальником департаменту планування та міжнародного співробітництва департаменту харчової промисловості Міністерства сільського господарства.
Входив до складу КПРС, Комуністичної партії Литви та Литовської демократичної партії праці. З 2002 року належав до Нового Союзу, а в 2004 році став його віцепрезидентом.
У 1994—2000 роках був послом Литви в Польщі. З 1996 по 2000 рік працював литовським послом у Румунії та Болгарії. 9 листопада 2000 року був призначений міністром закордонних справ в уряді Роландаса Паксаса. Зберіг свою посаду в двох послідовних кабінетах, якими керував Альгірдас Бразаускас (2001—2006). У 2001—2002 роках був головою Комітету міністрів Ради Європи. У 2004 році обраний до Сейму кандидатом від коаліції Литовської соціал-демократичної партії та Нового Союзу.
У січні 2005 року тижневик «Атгімімас» виявив, що політик став офіцером у запасі КДБ. За даними тижневика, його було переведено до резерву КДБ після обов'язкової військової служби в 1981 році, а через рік він брав участь у навчаннях, організованих КДБ. Антанас Валіоніс не спростував цієї інформації..
У 2008 році пішов у відставку з парламентських виборів. 20 листопада 2008 року став послом Литви в Латвії. 31 травня 2011 року пішов у відставку через дипломатичний скандал.
Залишився в Міністерстві закордонних справ як посол у справах спеціальних місій.

## Нагороди
- орден князя Ярослава Мудрого III ступеня (Україна, 2006) — за вагомий особистий внесок у розвиток міжнародного співробітництва, зміцнення авторитету та позитивного іміджу України у світі, популяризацію її історичних і сучасних надбань[8];